# Cust (rivière)

La rivière Cust  (en anglais : Cust River) est un cours d’eau de la région de Canterbury situé dans l’Île du Sud de la Nouvelle-Zélande.

## Géographie
Il s’écoule vers l’est à travers la partie supérieure des Plaines de Canterbury à partir de sa source située au nord de la ville d’Oxford, se déversant dans la rivière Cam / Ruataniwha tout près de la ville de Rangiora. La petite ville de Cust est située sur les rives de la rivière .
La partie inférieure de la rivière, au sud-ouest de la ville de Rangiora, est dérivée par un canal et appelée le « drainage principal »(en anglais : Main Drain). Ce canal fut construit en 1862 pour drainer le terrain marécageux situé entre la ville de Rangiora et le fleuve Waimakariri, et quand il fut élargi en 1868, il captura de façon accidentelle le flux de la rivière Cust.

## Toponymie
La rivière fut dénommée en 1849 d’après  Sir Edward Cust, un membre de la  Association de Canterbury (en),.

## Faune
Des truites brunes nagent dans la rivière , qui est réputée pour la pêche au printemps.